# Makrancos hercegnő
A Makrancos hercegnő (真假公主 Zhen jia gong zhu, magyaros átírással Csen csia kong csu, angol címén Real/Fake Princess) egy történelmi románc manhua I-Huan (Yi Huan) tollából. Az öt kötetből álló sorozatot Tajvanon a Tong Li Comics, az Egyesült Államokban a DrMaster, míg Magyarországon a Delta Vision jelentette meg.

## Cselekmény
A mű cselekménye a Szung-dinasztia (Song-dinasztia) idején játszódik Kínában. A birodalomban a Csin Kang-felkelés (Jin Gang-felkelés) dúl, a zűrzavarban Liu császári ágyas egy közember, Tang Huj (Tan Hui) gondjaira bízza leányát, Ji Fu (Yi Fu) hercegnőt. Tang Huj (Tan Hui) a gyermekkel délre menekül, így Ji Fu (Yi Fu) hercegnő holléte rejtély homályába vész.
Tíz év elteltével helyreáll a béke. Tang Huj (Tan Hui) felkeresi Csung Lu Vut (Zhong Lu Wut), a császár fürkészét, hogy segítsen a hercegnőnek – aki azóta a Cse Li (Zhi Li) álnevet vette fel – visszaszerezni rangját. Számos összetűzést követően Csung Lu (Zhong Lu) azonban beleszeret a lányba, aki szintén közeledik a fürkészhez, ám még Hujt (Huit) szereti. A helyzetet nehezíti, hogy Csung Lu (Zhong Lu) egy Taj Hszüan (Dai Xuan) nevű prostituált szeretője és a hercegnő korántsem vágyik az előkelői életvitelre.
Taj Hszüan (Dai Xuan) gyilkosságot kísérel meg Cse Li (Zhi Li) ellen, azonban miután nem jár sikerrel önkezével vet véget életének, előtte viszont olyan információkat oszt meg a lánnyal, ami súlyos félreértéshez vezet Cse Li (Zhi Li) és Csung Lu (Zhong Lu) között.
Ji Fu (Yi Fu) hercegnő származását pletykák szennyezik be, ezért Cse Li (Zhi Li) elhagyja a palotát. Tang Huj (Tan Hui) és Csung Lu (Zhong Lu) egy évvel később ismét találkoznak, azonban a fürkészre a korábbiaknál is nagyobb veszélyek leselkednek. A két szerelem között őrlődő Cse Linek (Zhi Linek) úgy tűnik, egyik szeretőjével sem lehet boldog élete, ráadásul bátyja inkább látná holtan, minthogy kitudódjon a családi titok.

## Szereplők
Ji Fu (Yi Fu) hercegnő/Cse Li (Zhi Li)
Tang Huj (Tan Hui)
Csung Lu Vu (Zhong Lu Wu)
Taj Hszüan (Dai Xuan)
Jao Fang (Yao Fang)
Hsziao Liu (Xiao Liu)
Csia Hua (Jia Hua)

## Kötetek
A manhua 2002–2003-ban jelent meg Tajvanon a Tong Li Comics kiadásában. Összesen öt kötetből áll, kötetenként három fejezetből. Az Egyesült Államokban a DrMaster, Thaiföldön a Burapat, Vietnamban a Nhà Xuất Bản Trẻ jelentette meg. Magyarországon a Delta Vision gondozásában került kiadásra 2007. május 6. és 2008. szeptember 3. között magyar nyelven, Kleinheinz Csilla fordításával.
| #  | Cím                           | Kiadás dátuma       | Szereplő a borítón | Oldalszám | ISBN                    |
| -- | ----------------------------- | ------------------- | ------------------ | --------- | ----------------------- |
| 1. | Makrancos hercegnő I. kötet   | 2007. május 6.      | Ji Fu (Yi Fu)      | ?         | ISBN 978-963-9679-43-6  |
| 2. | Makrancos hercegnő II. kötet  | 2007. szeptember 4. | Ji Fu (Yi Fu)      | 184       | ISBN 978-963-9679-44-3  |
| 3. | Makrancos hercegnő III. kötet | 2008. február 12.   | Ji Fu (Yi Fu)      | 176       | ISBN 978-963-9679-45-0  |
| 4. | Makrancos hercegnő IV. kötet  | 2008. május 15.     | Ji Fu (Yi Fu)      | 176       | ISBN 978-9639-67-98-4-9 |
| 5. | Makrancos hercegnő V. kötet   | 2008. szeptember 3. | Ji Fu (Yi Fu)      | 176       | ISBN 978-963-9890-06-0  |

## Fogadtatás
Carlo Santos, az Anime News Network kritikusa negatívan értékelte a manhvát; egy sódzsó fantasy nyers imitációjának nevezi, kiemelve, hogy a fennkölt párbeszédek és az erőltetett érzelemkifejeződés miatt jobban közelít egy romantikus regény, mint egy történelmi szerelmestörténet felé. Santos továbbá megállapítja, hogy az egyszerű szereplődizájn és a fantáziaszegény elrendezés rontja a vizuális élményt.